# Police Academy 5
Pour les articles homonymes, voir Police Academy (homonymie).
Série Police Academy
Police Academy 4
(1987) Police Academy 6
(1989)
Pour plus de détails, voir Fiche technique et Distribution.
Police Academy 5 : Débarquement à Miami Beach, ou Académie de Police 5 : Affectation Miami Beach au Québec (Police Academy 5: Assignment Miami Beach) est un film américain réalisé par Alan Myerson, sorti en 1988. C'est le cinquième volet de la série Police Academy.

## Synopsis
Le commandant Lassard qui dirige l'Académie de Police vient d'atteindre l'âge légal de départ à la retraite obligatoire. Cette nouvelle est un déchirement pour lui, mais aussi l'occasion d'être célébré comme policier de la décennie à Miami Beach à la Conférence de Toutes les Polices. Il invitera ses recrues préférées à l'accompagner et à profiter des plages de Floride, tandis que le Capitaine Harris, rival de toujours de Lassard, souhaitera s'y rendre par ses propres moyens avec son adjoint, afin de s'attirer les bonnes grâces de ses anciens élèves, et de pouvoir postuler comme remplaçant de Lassard à la tête de l'Académie. Parallèlement à cela, un hold-up audacieux a eu lieu dans un musée, des diamants ont été dérobés par trois malfrats...

## Fiche technique
- Titres français : Police Academy 5 : Débarquement à Miami Beach
- Titre original : Police Academy 5: Assignment Miami Beach
- Titre québécois : Académie de Police 5 : Affectation Miami Beach
- Réalisation : Alan Myerson
- Scénario : Stephen Curwick, d'après les personnages créés par Neal Israel et Pat Proft
- Musique : Robert Folk
- Photographie : James Pergola
- Montage : Hubert de La Bouillerie
- Production : Paul Maslansky
- Société de production et de distribution : Warner Bros.
- Pays :  États-Unis
- Langue : Anglais
- Format : Couleur - Mono - 35 mm - 1.85:1
- Genre : Comédie policière
- Durée : 90 min
- Date de sortie :
  - France : 22 juin 1988

## Distribution
Légende : Version Française = VF[réf. nécessaire] et Version Québécoise = VQ
- Bubba Smith (VF : Tola Koukoui ; VQ : Victor Désy) : Sergent Moses Hightower
- David Graf (VF : Richard Darbois ; VQ : Mario Desmarais) : Sergent Eugene Tackleberry
- Michael Winslow (VF : Emmanuel Gomès Dekset ; VQ : Jean-Luc Montminy) : Sergent Larvell Jones
- Leslie Easterbrook (VF : Martine Meiraghe ; VQ : Madeleine Arsenault) : Lieutenant Debbie Callahan
- Marion Ramsey (VF : Kelvine Dumour ; VQ : Violette Chauveau) : Sergent Laverne Hooks
- G. W. Bailey (VF : Marc de Georgi ; VQ : Hubert Gagnon) : Capitaine Thaddeus Harris
- Matt McCoy (en) (VF : Emmanuel Jacomy ; VQ : Alain Zouvi) : Sergent Nick Lassard
- Janet Jones (VF : Virginie Ledieu ; VQ : Claudie Verdant) : Officier Kate
- Lance Kinsey (VF : Roland Timsit ; VQ : Daniel Lesourd) : Lieutenant Proctor
- George Gaynes (VF : Jean-Claude Michel ; VQ : Yves Massicotte) : Commandant Eric Lassard
- René Auberjonois (VF : Jean-Claude Montalban ; VQ Vincent Davy) : Tony
- George R. Robertson (VF : Roland Ménard ; VQ : Ronald France) : Commissaire Henry J. Hurst
- Tab Thacker (en) (VF : Nicolas Brémont) : Officier Thomas 'Coco' Conklin
- Archie Hahn : Mouse
- Jerry Lazarus (VF : Philippe Peythieu) : Sugar
- Dan Fitzgerald (VF : Jean-Pierre Moulin) : Le commissaire Murdock
- James Hampton (VF : Michel Modo) : Le maire de Miami
- Ed Kovens (en) (VF : Marc Cassot) : M. Dempsey

## Autour du film
- Il s'agit du premier film de la série sans Steve Guttenberg dans le rôle vedette du sergent Carey Mahoney. Il est remplacé par le nouveau personnage du neveu du commandant Lassard interprété par Matt McCoy (en), qui reprend les codes du jeune policier cool, séducteur mais intègre et efficace, que représentait Mahoney.
- Dans la version DVD de Police Academy 5 distribuée depuis 2004 en France, Belgique et Suisse, il y a une erreur de doublage français: celui-ci n'a plus le doublage français mais le doublage québécois[2]. Pour l'instant cette erreur n'a toujours pas été corrigée[3].
- Lundi 12 avril 2021 sur la chaîne C8, le film est diffusé en 2ème partie de soirée avec les voix françaises et non québécoises.